# Maia Lomineiszwili
Maia Lomineiszwili, gruz. მაია ლომინეიშვილი (ur. 11 listopada 1977 w Tbilisi) – gruzińska szachistka, arcymistrzyni od 1996, posiadaczka męskiego tytułu mistrza międzynarodowego od 2003 roku.

## Kariera szachowa
Sukcesy szachowe zaczęła odnosić na początku lat 90. XX wieku. W 1991  zdobyła w Mamai tytuł mistrzyni Europy do 14 lat, a w Warszawie brązowy medal mistrzostw świata w tej samej kategorii wiekowej. W swoim dorobku posiada jeszcze trzy medale zdobyte w kategoriach juniorskich: złoty (1996, Tapolca, ME do 20 lat) oraz dwa brązowe (1993, Bratysława, MŚ do 16 lat i 1994, Segedyn, MŚ do 18 lat). Pięciokrotnie (1993, 1996, 1998, 2002, 2009) zdobywała tytuły indywidualnej mistrzyni Gruzji. 
Wielokrotnie reprezentowała Gruzję w turniejach drużynowych, między innymi:
- trzykrotnie na olimpiadach szachowych (w latach 2004, 2006, 2008); dwukrotna medalistka: wspólnie z drużyną – złota (2008) oraz indywidualnie – brązowa (2008 – na IV szachownicy)[2]
- na drużynowych mistrzostwach świata (w roku 2009)[3]
- pięciokrotnie na drużynowych mistrzostwach Europy (w latach 1999, 2001, 2003, 2005, 2007); dwukrotna medalistka: wspólnie z drużyną – srebrna (2005) oraz indywidualnie – brązowa (2007 – na V szachownicy)[4].

W 2004 wystąpiła w rozegranych w Eliście mistrzostw świata systemem pucharowym. Po zwycięstwach w dwóch pierwszych rundach (w II nad Alisą Gallamową), w III przegrała z Naną Dzagnidze i odpadła z dalszej rywalizacji. W 2008 r. była uprawniona do startu w kolejnym turnieju o mistrzostwo świata, jednak wspólnie z wszystkimi reprezentantkami Gruzji zrezygnowała z niego z powodu wojny w Osetii Południowej.
Dwukrotnie zdobyła medale akademickich mistrzostw świata: złoty (Warna 2000) oraz brązowy (Rotterdam. Do innych jej sukcesów na arenie międzynarodowej należą m.in.:
- dz. II m. w Tbilisi (1999, turniej strefowy, za Nino Churcidze, wspólnie z m.in. Natašą Bojković i Lelą Dżawachiszwili)
- dz. I m. w Batumi (2000, wspólnie z Aną Matnadze i Lilit Mykyrtczian)
- dz. I m. w Böblingen (2000, wspólnie z m.in. Radkiem Kalodem, Thomasem Lutherem i Suatem Atalikiem
- dz. I m. w Rodewisch (2000, wspólnie z Inną Gaponenko i Tetianą Wasylewycz)
- dz. II m. w Batumi (2002, za Natią Dżandżgawa, wspólnie z Sopio Gwetadze).

Najwyższy wynik rankingowy w dotychczasowej karierze osiągnęła 1 kwietnia 2009; mając 2447 punktów, zajmowała wówczas 40. miejsce na światowej liście FIDE.